# Emil Schiller
Karl Emil Schiller (* 16. Oktober 1865 in Husum, Schleswig, unter preußischer Verwaltung; † August 1945 in Bad Godesberg) war ein deutscher Pfarrer und Missionar in Japan.

## Leben
Von 1885(?) bis 1890 studierte Schiller Theologie in Bonn und Berlin. Anschließend war er von 1890 bis 1891 als Hilfsprediger in Siegburg tätig. In den Jahren 1891 bis 1894 war er Pfarrer und Rektor der Lateinschule in Tecklenburg (Westfalen).
Ab dem 1. Oktober 1894 bis zu seinem Ruhestand im Oktober 1931 arbeitete Schiller für den Allgemeinen Evangelisch-Protestantischen Missionsverein (AEPM bzw. AEPMV) bzw. die Ostasienmission (OAM). Dafür hielt er sich von 1895 bis 1931 in Japan auf.
Zunächst löste er Carl Munzinger (1864–1937) in Tokio ab. Von 1900 bis 1931 lebte und arbeitete er dann in Kyōto. 
1903 bis 1904 unterbrach Schiller seine Missionstätigkeit für einen Heimaturlaub, während diesem er Vorträge in Deutschland und der Schweiz hielt. Von 1904 bis 1913 war Schiller als Dozent für deutsche Sprache und Literatur an die Kaiserliche Universität Kyōto berufen. 1906 verlieh ihm die Universität Bern die theologische Ehrendoktorwürde. Im Jahr 1908 wurde Schiller zum Missionssuperintendenten der gesamten Japanarbeit der OAM ernannt. Diese Stellung hielt er bis zum Ende seiner Missionstätigkeit inne.
Im Sommer des Jahres 1910 verfasste er seine Schrift Shintō: die Volksreligion Japans, die 1911 in Schöneberg bei Berlin vom Protestantischen Schriftenvertrieb herausgegeben wurde. Es ist eine der ersten deutschsprachigen Publikationen, die sich dezidiert, wenn auch aus christlich-missionarischer Sicht und (unbewusst) von den Ideen der Kokugaku geprägt, mit dem Shintō auseinandersetzten:

„Wenn wir hier die Shintōreligion der Japaner schildern, so soll dadurch nicht nur das Kuriosum der Religionsgeschichte zu Tage treten, daß eine einfache Naturreligion bei einem weltgeschichtlich wichtigen Kulturvolke sich bis auf den heutigen Tag erhalten hat, sondern es soll auch gezeigt werden, was ein Kulturvolk aus einer solchen primitiven Religionsform zu machen und welchen Sinn es in dieselbe hineinzulegen versteht. [...] So kann denn diese Schrift auch allen denen gute Dienste tun, welche ein Interesse dafür haben, sich in den Geist und die Denkart des hochstrebenden japanischen Volkes zu vertiefen, besonders auch solchen, die eine Reise nach Japan planen, zur fruchtbaren Vorbereitung dienen, damit sie nicht über dem äußerlich stark hervortretenden Buddhismus den weniger in die Augen fallenden und im Volksleben doch mächtig wirksamen Shintoismus übersehen. [...] Auf Japans Vorbild schauen die ungezählten Millionen Ostasiens! Würde Japan sich in Bälde entschieden dem Christentum zuwenden, so würde in Ostasien die Entscheidungsschlacht des Christentums gewonnen sein!“

Im Anschluss an seine Lehrtätigkeit in Kyōto erfolgte 1913 sein zweiter Heimaturlaub. Einige Jahre später war er wiederum als Dozent tätig (etwa 1923–1931(?)), diesmal für Deutsch an der Missionsuniversität in Kyōto.
1922 äußerte sich Schiller bereits wesentlich kritischer, was die Ziele der Missionsarbeit anging: Das Christentum könne die Massen „noch nicht befriedigen …, weil es als Weltreligion den Kompromiß mit dem japanischen Nationalismus und der Kaiserverehrung nicht zu schließen vermag“.
Tatsächlich war Schiller auch ein scharfsinniger Beobachter der allmählichen Umgestaltung des Shintō zum Staats-Shintō im modernen Japan und erkannte sehr schnell den gleichzeitig politischen und religiösen Charakter des neuen Staats-Kultes. Die Schreine, die in Verbindung mit dem Kaiserhaus stehen, so schreibt Schiller in einem seiner Berichte für die OAM, „[...] unterstehen dem Tempelbüro im Ministerium des Innern und erhalten vom Staate Zuschüsse oder werden ganz aus öffentlichen Mitteln, soweit es nötig ist, unterhalten. Vor allem werden dort die staatlichen Opfer dargebracht. Der Staat erklärt, daß das keine Religion sei (trotz Göttern, Anbetung und Opfern?), sondern ein staatlicher Kult, an dem jeder unbedenklich teilnehmen könne, was dann natürlich beim Militär und in den Schulen zu einer Art Zwang wird. So sucht er die Trennung von Staat und Religion zu behaupten und zugleich unter religiösen Formen Patriotismus und Kaisertreue zu pflegen. Im breiten Volke kümmert man sich natürlich recht wenig um diese seine Distinktion und faßt unstreitig auch diese Verehrung als eine religiöse auf, was sie ja auch von Hause aus ist“. „Als ein Hilfsmittel in der Bekämpfung staatsgefährlicher Ideen, wie Demokratie, Sozialismus und Kommunismus, wird dieser Shinto in den Schulen, staatlich organisierten Vereinen und im Heere gepflegt und in einer Vorlage an das Herrenhaus am 23. November 1923 als das ‘das Fundament Japans’, ‘ein System zur Erhaltung des charakteristischen Geistes der Nation’ bezeichnet.“
Seine Lehrtätigkeit unterbrach Schiller 1926 für einen dritten und letzten Heimaturlaub, bevor er nach seinem Eintritt in den Ruhestand 1931 nach Deutschland zurückkehrte. Zuletzt kritisierte er weiter die Haltung der japanischen Regierung, den Schrein-Shintō nicht als Religion aufzufassen: „Warum bleibt diese Sache nun doch ein schweres Problem? Einfach darum, weil eine solche Regierungserklärung nicht genügen kann, das Volk dahin zu bringen, zu glauben, daß die Verehrung, die es seit alten Zeiten bei seinen Heiligtümern gehalten hat, nun nicht mehr religiöse Verehrung sein soll, daß also Amaterasu no Mikoto, die als Daijingû in Ise verehrt wird, nicht mehr wie seit alters die Sonnengöttin, sondern nur die Ahnmutter des Kaiserhauses sein soll.“ Im selben Bericht vermutete Schiller, die von der Regierung eingesetzten Kommissionen zur Klärung der Frage, ob der Shintō eine Religion sei, seien nur Mittel, um Zeit zu gewinnen.
Eine Nachfolge für Schiller in Japan zu finden, erwies sich als schwierig. Der direkte Nachfolger Schillers, der Pfarrer Egon Hessel (Vertreter der Bekennenden Kirche), wurde 1936 wegen seiner kritischen Haltung gegenüber der nationalsozialistischen Regierung in Deutschland entlassen. So war ab dato Kyōto ohne eigenen christlichen Missionar und wurde vom Missionar für Tokio, Liemar Hennig (1909–1954), mitverwaltet. Erst als 1942 der Pfarrer Theodor Jaeckel (1908–1998) und seine Frau aus Qingdao nach Tokio kamen und ihn dort ablösten, konnte Hennig Schillers Stelle in Kyōto ganz übernehmen. Egon Hessel (1940 ausgebürgert und von da an bis 1946 in den Vereinigten Staaten lebend) wurde 1946 als Nachfolger von Hennig und Jaeckel die Leitung der Japan-Mission (diesmal von der Schweizer Ostasienmission) bis 1953 übertragen.